# Linuskärs grunden
Linuskärs grunden är en ö nära Knivskär i Nagu,  Finland.   Den ligger i Pargas stad i den ekonomiska regionen  Åboland  och landskapet Egentliga Finland. Ön ligger omkring 2 kilometer norr om Knivskär, omkring 19 kilometer söder om Nagu kyrka,  50 kilometer söder om Åbo och 160 km väster om Helsingfors. Närmaste allmänna förbindelse är förbindelsebryggan vid Knivskär som trafikeras av M/S Nordep.